# Auri
Auri ist eine finnische Band. Ihre Musik wird als Mischung aus Folk, Pop und Filmmusik beschrieben.

## Geschichte
Auri wurde von den Nightwish-Mitgliedern Tuomas Holopainen und Troy Donockley sowie der Sängerin Johanna Kurkela gegründet. Der Name Auri basiert auf der gleichnamigen Figur in der Romanreihe Die Königsmörder-Chronik von Patrick Rothfuss. Bereits 2011 entstand der erste Song Aphrodite Rising. Aufgrund anderweitiger Verpflichtungen der Bandmitglieder dauerte es jedoch bis zum Jahr 2017, bis die Arbeiten am Debütalbum Auri abgeschlossen werden konnten. Dieses erschien am 23. März 2018 und erreichte Platz zwei der finnischen Albumcharts.
Im Oktober 2020 verkündete die Band per Twitter, dass ihr zweites Studioalbum fertiggestellt ist. Das Album II – Those We Don’t Speak Of erschien am 3. September 2021 und erreichte wie der Vorgänger Platz zwei der finnischen Albumcharts.

## Diskografie
Alben

| Jahr | Titel Musiklabel                           | Höchstplatzierung, Gesamtwochen, AuszeichnungChartplatzierungen (Jahr, Titel, Musiklabel, Platzierungen, Wochen, Auszeichnungen, Anmerkungen) | Höchstplatzierung, Gesamtwochen, AuszeichnungChartplatzierungen (Jahr, Titel, Musiklabel, Platzierungen, Wochen, Auszeichnungen, Anmerkungen) | Höchstplatzierung, Gesamtwochen, AuszeichnungChartplatzierungen (Jahr, Titel, Musiklabel, Platzierungen, Wochen, Auszeichnungen, Anmerkungen) | Höchstplatzierung, Gesamtwochen, AuszeichnungChartplatzierungen (Jahr, Titel, Musiklabel, Platzierungen, Wochen, Auszeichnungen, Anmerkungen) | Anmerkungen                             |
| Jahr | Titel Musiklabel                           | DE | AT | CH | FI | Anmerkungen                             |
| ---- | ------------------------------------------ | --- | --- | --- | --- | --------------------------------------- |
| 2018 | Auri Nuclear Blast                         | DE29 (1 Wo.)DE | AT72 (1 Wo.)AT | CH22 (1 Wo.)CH | FI2 (3 Wo.)FI | Erstveröffentlichung: 23. März 2018     |
| 2021 | II – Those We Don’t Speak Of Nuclear Blast | DE36 (1 Wo.)DE | — | CH39 (1 Wo.)CH | FI2 (2 Wo.)FI | Erstveröffentlichung: 3. September 2021 |
| 2025 | III – Candles & Beginners Nuclear Blast    | — | — | — | — | Erstveröffentlichung: 15. August 2025   |